# Knock on Wood (lied)
Knock on Wood is een soulnummer, dat in 1966 door Eddie Floyd en Steve Cropper werd geschreven. Het werd vele malen door andere artiesten vertolkt.

## Eddie Floyd
De oorspronkelijke versie werd door Eddie Floyd opgenomen en door Stax Records in september 1966 als single uitgebracht. Voor de B-kant werd het door Floyd en Joe Shamwell geschreven Got to Make a Comeback gebruikt.

### Achtergrond
Cropper schreef het aanvankelijk voor Otis Redding, maar platenbaas Jim Stewart wees het af, omdat het naar zijn mening te veel leek op In the Midnight Hour. Redding nam het in 1967 met Carla Thomas alsnog op. Cropper schreef In the Midnight Hour een jaar eerder met Wilson Pickett. In een interview met muziektijdschrift Rolling Stone vertelde Cropper later dat Knock on Wood een achteruit gespeelde versie van In the Midnight Hour is. Voor Knock on Wood werd het akkoordenschema van de intro van In the Midnight Hour omgedraaid.
Voor de brug van het liedje werd een door Isaac Hayes gearrangeerde blaaspartij gebruikt. De andere blaaspartijen in Knock on Wood werden bedacht door Wayne Jackson, die bij The Memphis Horns speelde.

### NPO Radio 2 Top 2000
| Nummer met noteringen in de NPO Radio 2 Top 2000 | '99  | '00  |
| ------------------------------------------------ | ---- | ---- |
| Knock on Wood                                    | 1771 | 1970 |

1. ↑  Een vetgedrukt getal geeft de hoogste notering aan.
2. ↑  Deze tabel is bijgewerkt tot en met de laatste editie (2024).

## Amii Stewart
In 1979 maakte de Amerikaanse zangeres Amii Stewart een discoversie van Knock on wood. Het nummer staat op haar debuutalbum met de gelijknamige titel. De single werd een top 10-notering in Nederland en bereikte de eerste plaats in de Amerikaanse Billboard Hot 100.

### Hitnoteringen

#### Nederlandse Top 40
| Hitnotering: 20-10-1979 t/m 15-12-1979 | Hitnotering: 20-10-1979 t/m 15-12-1979 | Hitnotering: 20-10-1979 t/m 15-12-1979 | Hitnotering: 20-10-1979 t/m 15-12-1979 | Hitnotering: 20-10-1979 t/m 15-12-1979 | Hitnotering: 20-10-1979 t/m 15-12-1979 | Hitnotering: 20-10-1979 t/m 15-12-1979 | Hitnotering: 20-10-1979 t/m 15-12-1979 | Hitnotering: 20-10-1979 t/m 15-12-1979 | Hitnotering: 20-10-1979 t/m 15-12-1979 | Hitnotering: 20-10-1979 t/m 15-12-1979 |
| Week:                                  | 1                                      | 2                                      | 3                                      | 4                                      | 5                                      | 6                                      | 7                                      | 8                                      | 9                                      |                                        |
| -------------------------------------- | -------------------------------------- | -------------------------------------- | -------------------------------------- | -------------------------------------- | -------------------------------------- | -------------------------------------- | -------------------------------------- | -------------------------------------- | -------------------------------------- | -------------------------------------- |
| Positie:                               | 22                                     | 15                                     | 12                                     | 10                                     | 8                                      | 7                                      | 9                                      | 17                                     | 40                                     | uit                                    |

#### NederlandseSingle Top 100
| Hitnotering: (Week 1 t/m 5) 10-03-1979 t/m 07-04-1979 Hitnotering: (Week 6 t/m 15) 27-10-1979 t/m 05-01-1980 | Hitnotering: (Week 1 t/m 5) 10-03-1979 t/m 07-04-1979 Hitnotering: (Week 6 t/m 15) 27-10-1979 t/m 05-01-1980 | Hitnotering: (Week 1 t/m 5) 10-03-1979 t/m 07-04-1979 Hitnotering: (Week 6 t/m 15) 27-10-1979 t/m 05-01-1980 | Hitnotering: (Week 1 t/m 5) 10-03-1979 t/m 07-04-1979 Hitnotering: (Week 6 t/m 15) 27-10-1979 t/m 05-01-1980 | Hitnotering: (Week 1 t/m 5) 10-03-1979 t/m 07-04-1979 Hitnotering: (Week 6 t/m 15) 27-10-1979 t/m 05-01-1980 | Hitnotering: (Week 1 t/m 5) 10-03-1979 t/m 07-04-1979 Hitnotering: (Week 6 t/m 15) 27-10-1979 t/m 05-01-1980 | Hitnotering: (Week 1 t/m 5) 10-03-1979 t/m 07-04-1979 Hitnotering: (Week 6 t/m 15) 27-10-1979 t/m 05-01-1980 | Hitnotering: (Week 1 t/m 5) 10-03-1979 t/m 07-04-1979 Hitnotering: (Week 6 t/m 15) 27-10-1979 t/m 05-01-1980 | Hitnotering: (Week 1 t/m 5) 10-03-1979 t/m 07-04-1979 Hitnotering: (Week 6 t/m 15) 27-10-1979 t/m 05-01-1980 | Hitnotering: (Week 1 t/m 5) 10-03-1979 t/m 07-04-1979 Hitnotering: (Week 6 t/m 15) 27-10-1979 t/m 05-01-1980 | Hitnotering: (Week 1 t/m 5) 10-03-1979 t/m 07-04-1979 Hitnotering: (Week 6 t/m 15) 27-10-1979 t/m 05-01-1980 | Hitnotering: (Week 1 t/m 5) 10-03-1979 t/m 07-04-1979 Hitnotering: (Week 6 t/m 15) 27-10-1979 t/m 05-01-1980 | Hitnotering: (Week 1 t/m 5) 10-03-1979 t/m 07-04-1979 Hitnotering: (Week 6 t/m 15) 27-10-1979 t/m 05-01-1980 | Hitnotering: (Week 1 t/m 5) 10-03-1979 t/m 07-04-1979 Hitnotering: (Week 6 t/m 15) 27-10-1979 t/m 05-01-1980 | Hitnotering: (Week 1 t/m 5) 10-03-1979 t/m 07-04-1979 Hitnotering: (Week 6 t/m 15) 27-10-1979 t/m 05-01-1980 | Hitnotering: (Week 1 t/m 5) 10-03-1979 t/m 07-04-1979 Hitnotering: (Week 6 t/m 15) 27-10-1979 t/m 05-01-1980 | Hitnotering: (Week 1 t/m 5) 10-03-1979 t/m 07-04-1979 Hitnotering: (Week 6 t/m 15) 27-10-1979 t/m 05-01-1980 | Hitnotering: (Week 1 t/m 5) 10-03-1979 t/m 07-04-1979 Hitnotering: (Week 6 t/m 15) 27-10-1979 t/m 05-01-1980 |
| Week: | 1 | 2 | 3 | 4 | 5 | | 6 | 7 | 8 | 9 | 10 | 11 | 12 | 13 | 14 | 15 | |
| --- | --- | --- | --- | --- | --- | --- | --- | --- | --- | --- | --- | --- | --- | --- | --- | --- | --- |
| Positie: | 46 | 39 | 37 | 42 | 48 | uit | 32 | 14 | 10 | 10 | 13 | 17 | 26 | 25 | 47 | 45 | uit |

#### NPO Radio 2 Top 2000
| Nummer met noteringen in de NPO Radio 2 Top 2000 | '00 | '01  | '02  | '03  | '04  | '05  |
| ------------------------------------------------ | --- | ---- | ---- | ---- | ---- | ---- |
| Knock on Wood                                    | 887 | 1134 | 1340 | 1914 | 1976 | 1882 |

1. ↑  Een vetgedrukt getal geeft de hoogste notering aan.
2. ↑  2000 was het eerste jaar met een notering voor dit nummer.
3. ↑  Deze tabel is bijgewerkt tot en met de laatste editie (2024).

## Overige versies
Onderstaand overzicht is nog niet compleet.
- Wilson Pickett op het album The Wicked Pickett (1966)
- Otis Redding en Carla Thomas op het album King & Queen (1967)
- Rueben Wilson op het album Blue Mode (1969)
- Smile (Queen) op het album Gettin' Smile (1969)
- The Upsetters op het album Eastwood Rides Again (1970)
- David Bowie op het album David Live (1974, live)
- Eric Clapton op het album Behind the Sun (1985)
- Dee Clark op het album The Dee Clark Show (1992)
- Wynn Stewart op het album Wishful Thinking (2000)